# 2015 TB145
2015 TB145 (inoffiziell auch Halloween-Asteroid) ist ein Asteroid, der am 10. Oktober 2015 vom Großteleskop-System Pan-STARRS entdeckt wurde. Da er die Erdbahn in geringem Abstand kreuzt, wird er als erdnahes Objekt eingestuft.
Der etwa 600 Meter große, halbwegs kugelförmige Asteroid passierte die Erde am 31. Oktober 2015 um 17:01 UTC (18:01 Mitteleuropäische Zeit) in einem Abstand von etwa 486.000 Kilometern, was ungefähr 1,3 Mondentfernungen entspricht, mit einer Geschwindigkeit von 35 km/s relativ zur Erde. 2015 TB145 war bei seinem Vorbeiflug an der Erde nicht mit bloßem Auge sichtbar. Es war mindestens ein einfaches Teleskop nötig. Aufgrund des Datums wird 2015 TB145 auch als „Halloween-Asteroid“ bezeichnet. Einen besonderen „Anstrich“ bekam der Name außerdem mit einem der ersten besseren Radarbilder vom 31. Oktober, auf dem 2015 TB145 eine gewisse Ähnlichkeit mit einem Totenschädel zeigte.

## Umlaufbahn

Bahndarstellung beim Vorbeiflug an der Erde. Zeiten in UTC (= MEZ minus 1 Stunde)

Illustration der Umlaufbahn im Bereich der inneren Planeten (hellblau ≙ oberhalb, dunkelblau ≙ unterhalb der Ebene der Ekliptik)

Die mit einer Exzentrizität von 0,86 extrem elliptische Bahn, auf der sich 2015 TB145 um die Sonne bewegt, ist mit 39,7° stark gegen die Ebene der Ekliptik geneigt, in der sich die Erde und die Planeten bewegen. 2015 TB145 bewegt sich während der Annäherung an die Erde in Richtung Sonne, wobei ihn seine Bahn anschließend näher an die Sonne führt als den Planeten Merkur auf seiner Umlaufbahn. Nach der Umrundung der Sonne entfernt sich 2015 TB145 etwa viermal so weit von der Sonne wie die Erde. Für einen Umlauf um die Sonne benötigt der Asteroid rund 3 Jahre, 17 Tage und 6 Stunden.

### Erdbahnkreuzer

Delay-Doppler-Radarbild vom Arecibo-Observatorium in Puerto Rico, 30. Oktober 2015

2015 TB145 gehört zum Apollo-Typ der erdnahen Asteroiden. Diese haben große Halbachsen von mehr als 1 AE – sie entfernen sich also weiter von der Sonne als die Erde. Gleichzeitig liegt ihr Perihel (sonnennächster Punkt) näher an der Sonne als das Aphel (sonnenfernster Punkt) der Erde, wodurch sie die Erdbahn kreuzen. Da ihn sein Perihel mit 0,29 AE zudem näher an die Sonne als den Merkur führt, zählt 2015 TB145 auch zu den Merkurkreuzern und Venuskreuzern.
2015 TB145 zog mit dem 1,3-fachen der Erde-Mond-Entfernung nach astronomischen Maßstäben sehr nahe an der Erde vorbei. Dies wurde bereits sicher vorhergesagt, nachdem seine Bahn berechnet wurde. Er wird der Erde bei zukünftigen Umläufen in absehbarer Zeit nicht mehr annähernd so nahekommen wie 2015.
Im Vergleich zu anderen Objekten wurde 2015 TB145 erst spät entdeckt. Vergleichbar große Kleinkörper werden in automatischen Abläufen typischerweise bereits in Entfernungen von mehr als 2,5 AE – also der 2,5-fachen Distanz von Sonne und Erde – entdeckt.

## Physikalische Eigenschaften
2015 TB145 hat einen ungefähren Durchmesser von 600 Metern. In rund drei Stunden rotiert er um die eigene Achse.
Nach Beobachtungen am 31. Oktober 2015 reflektiert das Objekt nur ca. 6 Prozent des Sonnenlichts, das auf ihn fällt (Albedo). Dies ist ein sehr geringer Wert – selbst frischer Asphalt reflektiert 7 Prozent. Kometen-Kerne sind vergleichsweise dunkel und reflektieren durchschnittlich nur 4 Prozent des Lichts. Für ihre Leuchterscheinungen sorgen hingegen ihre Koma und ihr Schweif. Dies führte unter Anbetracht seiner ungewöhnlichen Bahnneigung zur Vermutung, dass 2015 TB145 ursprünglich ein Komet war. Als „toter Komet“ hätte er seine flüchtigen Bestandteile im Laufe vorangehender Sonnenumrundungen auf seiner Bahn verloren, wodurch er heute weder eine Koma noch einen Schweif bilden kann. C-Typ-Asteroiden wie (47) Aglaja und (54) Alexandra mit stark kohlenstoffhaltigen Oberflächen haben ähnlich niedrige Albedo-Werte.